# 関根勤のランチで元気!
『関根勤のランチで元気!』（せきねつとむのらんちでげんき!）とは、ニッポン放送で2013年4月1日から9月30日まで放送されていたラジオ番組。

## 番組概要
この番組では、リスナーから「元気になるランチ、ホロリとする思い出」など、ランチに関するエピソードを募り、紹介する。

## 放送時間
- 月曜-金曜 11時22分頃-11時26分頃（「垣花正のあなたとハッピー!」に内で放送）

## 出演者
- 関根勤
- 梶原麻莉子

## 提供スポンサー
- キリンホールディングス（キリン プラス-アイ）